# Bulbostylis neglecta
Bulbostylis neglecta är en halvgräsart som först beskrevs av William Botting Hemsley, och fick sitt nu gällande namn av Charles Baron Clarke. Bulbostylis neglecta ingår i släktet Bulbostylis och familjen halvgräs. Inga underarter finns listade i Catalogue of Life.

## Bildgalleri

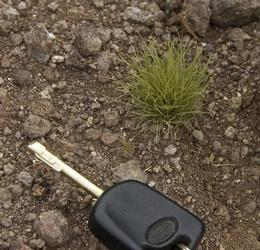